# Гай Марк Дуілій
Гай Марк Дуілій (III ст. до н. е.) — римський полководець та видатний флотоводець, який здобув для Риму першу в його історії велику морську перемогу при Мілах. Відомий завдяки запровадженню морських традицій римського флоту, його зміцненню та ряду блискавичних морських перемог над Карфагеном під час Першої Пунічної війни. Консул 260 року до н. е.

## Біографія
Походив з плебейського роду Дуіліїв. Онук Марка Дуілія, син Марка Дуілія.

### Внесок у хід Першої пунічної війни
У 260 році до н. е. був обраний консулом разом із Корнелієм Сципіоном Азіною. Саме в цей рік за дуже короткий час римляни побудували новий військовий флот, що налічував 120 кораблів. Кораблі були подібними до карфагенських, але були оснащені новим технічним винаходом — абордажним «вороном» та містили додатковий численний екіпаж — морську піхоту (маніпуларіїв), що давало перевагу римлянам при абордажній сутичці.
Флот римлян та легіони вирушили до Сицилії. Флотом командував Корнелій, легіонами — Дуілій. Корнелій розділив флот і на чолі невеликого передового загону з 17 кораблів швидше прибув у Мессану, а потім, не чекаючи решти флоту, вирушив на Ліпарські острови, мешканці яких прислали посланця з бажанням перейти під владу Риму. По прибуттю на острови, флотилія Корнелія зненацька була блокована карфагенським флотом Ганібала Гіскона, в результаті паніки серед римлян, їх кораблі були захоплені без бою, а частина екіпажів потрапила в полон. Корнелій за це отримав прізвисько «Азіна», тобто «віслюк».
Дізнавшись про поразку і полон іншого консула, Дуілій залишив легіони трибунам, очолив основний флот зі 103-х кораблів, що лишилися, і вирушив вздовж північного узбережжя Сицилії на захід. Назустріч йому плив Ганнібал Гіскон, який нерозважливо розділив свій флот на дві частини і на чолі першої меншої частини атакував Дуілія біля миса Міли, використовуючи класичну тактику античної епохи корабельний таран. Для карфагенян нова абордажна тактика римлян виявилися повною несподіванкою, а маніпуларії, що стрімко десантувалися, дуже легко захопили кораблі супротивника. Друга атака решти карфагенського флоту була недовгою і більшість кораблів панічно втекли.
Карфаген втратив 50 кораблів, почасти їх було затоплено, почасти — захоплено, 3 тисячі карфагенських моряків загинуло, а 7 тисяч були взяті в полон.

### Наслідки перемоги
Для Риму, який до того не мав традицій мореплавства і власного військового флоту це була перша велика перемога на морі в його історії, яка поклала край на Середземноморській гегемонії Карфагену. 
Після цієї битви, Дуілій на чолі  війська висадився на Сицилії, де захопив Еегесту, Мацеллу і повернувся в Рим. У Римі його дуже шанували за його військові успіхи. В його честь була встановлена ростральна колона, прикрашена корабельними носами. Сам Дуілій, на знак подяки за перемогу, збудував храм богу благих початків.

### Подальше життя
У 258 році до н. е. став цензором разом з Луцієм Корнелієм Сціпіоном. На цій посаді освятив храм Буревіям близько Капенських воріт у Римі. У 231 році до н. е. його призначено диктатором для проведення коміцій (виборів). Подальша доля невідома.